# Copa Roca 1960
La Copa Roca 1960 fue un torneo amistoso de fútbol disputado entre la selección brasileña y la selección argentina los días 26 y 29 de mayo de 1960.
Ambos partidos tuvieron lugar en el Estadio Monumental (River Plate) de Buenos Aires. El fútbol brasileño vivió su época dorada con su primerio título mundial y Argentina a período de bajón, todo lo contrario que a principios de los 40. Brasil jugó con un equipo alternativo y se proclamó campeón en la prórroga, tras devolver la derrota en el primer partido. 

## Reglamento
El reglamento preveía dos partidos; el equipo con más victorias sería coronado campeón. Como los dos partidos terminaron con una victoria para cada equipo, se jugó una prórroga. 

## Partido
El primer partido lo ganó Argentina. Pando por Nardielo. 1 a 0. Otra vez Pando para Nardielo. 2 a 0. En el segundo tiempo, Navarro le da un penal a Servillio. Djalma Santos lo tira. 2-1. Vitor cabecea y D'arenzo marca el tercero. Dino centra y Delém remata de cabeza. 3 a 2. Carceo libera a Belén, que pone el 4-2 definitivo.
En el segundo partido, Brasil ganó 4-2. Julinho centró, Ayala paró y Delém remató. 1 a 0. Delém volvió a marcar de un balón que soltó Ayala, esta vez de un centro de Roberto.
El partido se fue a la prórroga. Belem lanzó una falta, Gilmar la despejó de puños y Sosa marcó. Julinho remató desde lejos. Sabará centró y Servilio marcó de cabeza.

## Resultado
| 1     | POR   | Osvaldo Ayala           |  |
|       | DEF   | Rubén Navarro           |  |
|       | DEF   | Marcelo Etchegaray      |  |
|       | DEF   | Carlos Álvarez          |  |
|       | MED   | Juan Héctor Guidi       |  |
|       | MED   | Osvaldo Carceo          |  |
|       | MED   | Edgardo D'Ascenzo       |  |
|       | MED   | José Nazionale          |  |
|       | DEL   | Martín Pando            |  |
|       | DEL   | Raúl Belén              |  |
|       | DEL   | Osvaldo Ángel Nardiello |  |
| D. T. | D. T. | Guillermo Stábile       |  |

| 1     | POR   | Gilmar               |  |
|       | DEF   | Djalma Santos        |  |
|       | DEF   | Vítor Lituano        |  |
|       | MED   | Bellini              |  |
|       | MED   | Geraldo Scotto       |  |
|       | MED   | Dino Sani            |  |
|       | DEL   | Julinho Botelho      |  |
|       | DEL   | Chinesinho           |  |
|       | DEL   | Servílio             |  |
|       | DEL   | Almir Pernambuquinho |  |
|       | DEL   | Roberto Frojuelo     |  |
| D. T. | D. T. | Vicente Feola        |  |

| 11'; 26'; 60'; 89'; | Osvaldo Ángel Nardiello; Edgardo D'Ascenzo; Raúl Belén | 4:2 |

| 59'; 73' | Djalma Santos; Delém | 4:2 |

| 1     | POR   | Osvaldo Ayala           |  |
|       | DEF   | Rubén Navarro           |  |
|       | DEF   | Marcelo Etchegaray      |  |
|       | DEF   | Carlos Álvarez          |  |
|       | MED   | Juan Héctor Guidi       |  |
|       | MED   | Osvaldo Carceo          |  |
|       | MED   | Edgardo D'Ascenzo       |  |
|       | MED   | José Nazionale          |  |
|       | DEL   | Martín Pando            |  |
|       | DEL   | Raúl Belén              |  |
|       | DEL   | Osvaldo Ángel Nardiello |  |
| D. T. | D. T. | Guillermo Stábile       |  |

| 1     | POR   | Gilmar               |  |
|       | DEF   | Djalma Santos        |  |
|       | DEF   | Vítor Lituano        |  |
|       | MED   | Bellini              |  |
|       | MED   | Geraldo Scotto       |  |
|       | MED   | Dino Sani            |  |
|       | DEL   | Julinho Botelho      |  |
|       | DEL   | Chinesinho           |  |
|       | DEL   | Servílio             |  |
|       | DEL   | Almir Pernambuquinho |  |
|       | DEL   | Roberto Frojuelo     |  |
| D. T. | D. T. | Vicente Feola        |  |

| 11'; 26'; 60'; 89'; | Osvaldo Ángel Nardiello; Edgardo D'Ascenzo; Raúl Belén | 4:2 |

| 59'; 73' | Djalma Santos; Delém | 4:2 |

| 1     | POR   | Osvaldo Ayala           |  |
|       | DEF   | Rubén Navarro           |  |
|       | DEF   | Marcelo Etchegaray      |  |
|       | DEF   | Carlos Álvarez          |  |
|       | MED   | Juan Héctor Guidi       |  |
|       | MED   | Osvaldo Carceo          |  |
|       | MED   | Edgardo D'Ascenzo       |  |
|       | MED   | José Nazionale          |  |
|       | DEL   | Martín Pando            |  |
|       | DEL   | Raúl Belén              |  |
|       | DEL   | Osvaldo Ángel Nardiello |  |
| D. T. | D. T. | Guillermo Stábile       |  |

| 1     | POR   | Gilmar               |  |
|       | DEF   | Djalma Santos        |  |
|       | DEF   | Vítor Lituano        |  |
|       | MED   | Bellini              |  |
|       | MED   | Geraldo Scotto       |  |
|       | MED   | Dino Sani            |  |
|       | DEL   | Julinho Botelho      |  |
|       | DEL   | Chinesinho           |  |
|       | DEL   | Servílio             |  |
|       | DEL   | Almir Pernambuquinho |  |
|       | DEL   | Roberto Frojuelo     |  |
| D. T. | D. T. | Vicente Feola        |  |

| 11'; 26'; 60'; 89'; | Osvaldo Ángel Nardiello; Edgardo D'Ascenzo; Raúl Belén | 4:2 |

| 59'; 73' | Djalma Santos; Delém | 4:2 |

| 1     | POR   | Osvaldo Ayala           |  |
|       | DEF   | Rubén Navarro           |  |
|       | DEF   | Marcelo Etchegaray      |  |
|       | DEF   | Carlos Álvarez          |  |
|       | MED   | Juan Héctor Guidi       |  |
|       | MED   | Osvaldo Carceo          |  |
|       | MED   | Edgardo D'Ascenzo       |  |
|       | MED   | José Nazionale          |  |
|       | DEL   | Martín Pando            |  |
|       | DEL   | Raúl Belén              |  |
|       | DEL   | Osvaldo Ángel Nardiello |  |
| D. T. | D. T. | Guillermo Stábile       |  |

| 1     | POR   | Gilmar               |  |
|       | DEF   | Djalma Santos        |  |
|       | DEF   | Vítor Lituano        |  |
|       | MED   | Bellini              |  |
|       | MED   | Geraldo Scotto       |  |
|       | MED   | Dino Sani            |  |
|       | DEL   | Julinho Botelho      |  |
|       | DEL   | Chinesinho           |  |
|       | DEL   | Servílio             |  |
|       | DEL   | Almir Pernambuquinho |  |
|       | DEL   | Roberto Frojuelo     |  |
| D. T. | D. T. | Vicente Feola        |  |

| 11'; 26'; 60'; 89'; | Osvaldo Ángel Nardiello; Edgardo D'Ascenzo; Raúl Belén | 4:2 |

| 59'; 73' | Djalma Santos; Delém | 4:2 |

| 1     | POR   | Osvaldo Ayala           |  |
|       | DEF   | Rubén Navarro           |  |
|       | DEF   | Juan Carlos Murúa       |  |
|       | DEF   | Carlos Álvarez          |  |
|       | MED   | Juan Héctor Guidi       |  |
|       | MED   | Osvaldo Carceo          |  |
|       | MED   | Edgardo D'Ascenzo       |  |
|       | MED   | José Nazionale          |  |
|       | DEL   | Martín Pando            |  |
|       | DEL   | Raúl Belén              |  |
|       | DEL   | Osvaldo Ángel Nardiello |  |
| D. T. | D. T. | Guillermo Stábile       |  |

| 1     | POR   | Gilmar           |  |
|       | DEF   | Djalma Santos    |  |
|       | DEF   | Aldemar          |  |
|       | MED   | Bellini          |  |
|       | MED   | Geraldo Scotto   |  |
|       | MED   | Dino Sani        |  |
|       | DEL   | Julinho Botelho  |  |
|       | DEL   | Chinesinho       |  |
|       | DEL   | Décio Esteves    |  |
|       | DEL   | Delém            |  |
|       | DEL   | Roberto Frojuelo |  |
| D. T. | D. T. | Vicente Feola    |  |

| 92'; | Rúben Sosa | 4:2 |

| 12'; 15'; 104'; 111' | Delém; Julinho Botelho; Servílio | 4:2 |

| 1     | POR   | Osvaldo Ayala           |  |
|       | DEF   | Rubén Navarro           |  |
|       | DEF   | Juan Carlos Murúa       |  |
|       | DEF   | Carlos Álvarez          |  |
|       | MED   | Juan Héctor Guidi       |  |
|       | MED   | Osvaldo Carceo          |  |
|       | MED   | Edgardo D'Ascenzo       |  |
|       | MED   | José Nazionale          |  |
|       | DEL   | Martín Pando            |  |
|       | DEL   | Raúl Belén              |  |
|       | DEL   | Osvaldo Ángel Nardiello |  |
| D. T. | D. T. | Guillermo Stábile       |  |

| 1     | POR   | Gilmar           |  |
|       | DEF   | Djalma Santos    |  |
|       | DEF   | Aldemar          |  |
|       | MED   | Bellini          |  |
|       | MED   | Geraldo Scotto   |  |
|       | MED   | Dino Sani        |  |
|       | DEL   | Julinho Botelho  |  |
|       | DEL   | Chinesinho       |  |
|       | DEL   | Décio Esteves    |  |
|       | DEL   | Delém            |  |
|       | DEL   | Roberto Frojuelo |  |
| D. T. | D. T. | Vicente Feola    |  |

| 92'; | Rúben Sosa | 4:2 |

| 12'; 15'; 104'; 111' | Delém; Julinho Botelho; Servílio | 4:2 |

| 1     | POR   | Osvaldo Ayala           |  |
|       | DEF   | Rubén Navarro           |  |
|       | DEF   | Juan Carlos Murúa       |  |
|       | DEF   | Carlos Álvarez          |  |
|       | MED   | Juan Héctor Guidi       |  |
|       | MED   | Osvaldo Carceo          |  |
|       | MED   | Edgardo D'Ascenzo       |  |
|       | MED   | José Nazionale          |  |
|       | DEL   | Martín Pando            |  |
|       | DEL   | Raúl Belén              |  |
|       | DEL   | Osvaldo Ángel Nardiello |  |
| D. T. | D. T. | Guillermo Stábile       |  |

| 1     | POR   | Gilmar           |  |
|       | DEF   | Djalma Santos    |  |
|       | DEF   | Aldemar          |  |
|       | MED   | Bellini          |  |
|       | MED   | Geraldo Scotto   |  |
|       | MED   | Dino Sani        |  |
|       | DEL   | Julinho Botelho  |  |
|       | DEL   | Chinesinho       |  |
|       | DEL   | Décio Esteves    |  |
|       | DEL   | Delém            |  |
|       | DEL   | Roberto Frojuelo |  |
| D. T. | D. T. | Vicente Feola    |  |

| 92'; | Rúben Sosa | 4:2 |

| 12'; 15'; 104'; 111' | Delém; Julinho Botelho; Servílio | 4:2 |

| 1     | POR   | Osvaldo Ayala           |  |
|       | DEF   | Rubén Navarro           |  |
|       | DEF   | Juan Carlos Murúa       |  |
|       | DEF   | Carlos Álvarez          |  |
|       | MED   | Juan Héctor Guidi       |  |
|       | MED   | Osvaldo Carceo          |  |
|       | MED   | Edgardo D'Ascenzo       |  |
|       | MED   | José Nazionale          |  |
|       | DEL   | Martín Pando            |  |
|       | DEL   | Raúl Belén              |  |
|       | DEL   | Osvaldo Ángel Nardiello |  |
| D. T. | D. T. | Guillermo Stábile       |  |

| 1     | POR   | Gilmar           |  |
|       | DEF   | Djalma Santos    |  |
|       | DEF   | Aldemar          |  |
|       | MED   | Bellini          |  |
|       | MED   | Geraldo Scotto   |  |
|       | MED   | Dino Sani        |  |
|       | DEL   | Julinho Botelho  |  |
|       | DEL   | Chinesinho       |  |
|       | DEL   | Décio Esteves    |  |
|       | DEL   | Delém            |  |
|       | DEL   | Roberto Frojuelo |  |
| D. T. | D. T. | Vicente Feola    |  |

| 92'; | Rúben Sosa | 4:2 |

| 12'; 15'; 104'; 111' | Delém; Julinho Botelho; Servílio | 4:2 |

| Bandera de Brasil |
| Campeón Brasil    |
| 5.to Título       |

## Goles
| Futbolista        | Selección | Goles |
| ----------------- | --------- | ----- |
| Delém             | Brasil    | 3     |
| Ángel Nardiello   | Argentina | 2     |
| Edgardo D'Ascenzo | Argentina | 1     |
| Raúl Belén        | Argentina | 1     |
| Djalma Santos     | Brasil    | 1     |
| Júlio Botelho     | Brasil    | 1     |
| Servílio          | Brasil    | 1     |

## Asistentes
| Jugador        | Selección | Asistente |
| -------------- | --------- | --------- |
| Martín Pando   | Argentina | 2         |
| Osvaldo Carceo | Argentina | 1         |
| Dino Sani      | Brasil    | 1         |
| Sabará         | Brasil    | 1         |